# Trybunał inkwizycji w Mantui
Trybunał inkwizycji w Mantui – sąd inkwizycyjny, mający swą siedzibę w Mantui, stolicy księstwa (do 1530 markizatu) mantuańskiego. Istniał w latach 1485–1782, był kierowany przez dominikanów i od połowy XVI wieku należał do struktur inkwizycji rzymskiej.

## Historia
Trybunał inkwizycyjny w Mantui został utworzony przez generała zakonu dominikanów Bartolomeo Commazio 16 maja 1485. Wcześniej markizat Mantui podlegał jurysdykcji dominikańskich inkwizytorów Bolonii. Pierwszym inkwizytorem Mantui był Ambrogio di Germania, którego w 1490 zastąpił Domenico Pirri da Gargnano. Markiz Mantui, Franciszek II Gonzaga, w 1486 i 1492 wydał zarządzenia zobowiązujące świeckich urzędników do wspierania inkwizytorów w walce z herezją.
Zachowały się wzmianki o aktywności pierwszych inkwizytorów mantuańskich, w szczególności Domenico Pirriego, który był gorliwym prześladowcą osób podejrzanych o czary. W latach 1505–1508 Pirri i jego wikariusze prowadzili postępowania przeciwko co najmniej pięciu osobom podejrzanym o czary. Trzy z nich zostały spalone na stosie, w jednym przypadku postępowanie dotyczyło zmarłej osoby i zakończyło się ekshumacją jej zwłok, a w jednym przypadku na oskarżoną, która dobrowolnie zadenuncjowała się jako czarownica, nałożono pokutę. W postępowaniach tych Pirri uzyskał pełne wsparcie od markiza Franciszka II, jednak kiedy podjął próbę aresztowania jednego ze współpracowników markiza jako heretyka, został zmuszony do odstąpienia od oskarżenia.
Po utworzeniu w 1542 Kongregacji Rzymskiej i Powszechnej Inkwizycji przez papieża Pawła III zaczęła ona stopniowo przejmować kontrolę nad działalnością trybunałów inkwizycyjnych we Włoszech. W 1566 papież Pius V nadał inkwizytorom mantuańskim stałą pensję z dochodów diecezji, a rok później Kongregacja przejęła prawo nominacji inkwizytorskich w Mantui. Pierwszym inkwizytorem mianowanym przez Kongregację był Camillo Campeggio w 1567, który już rok później został biskupem Sutri e Nepi, a zastąpił go inny dominikanin Benedetto Erba. W latach 1568–1570 w Mantui odbyło się osiem uroczystości auto da fe, na których skazano łącznie 41 osób, z czego cztery stracono a osiem innych potępiono zaocznie. Represje te w zasadzie wyeliminowały wpływy reformacji w Mantui. Jednocześnie dalej trwały procesy o czary. Pomimo instrukcji Kongregacji Świętego Oficjum, reprezentujących dość sceptyczne nastawienie do kwestii czarów, w Mantui jeszcze w latach 1595–1600 spalono trzy domniemane czarownice. W pierwszej połowie XVII wieku inkwizycja mantuańska była zaangażowana w represje wobec lokalnej społeczności żydowskiej.
W 1708 dynastia Gonzaga wygasła i w rezultacie księstwo mantuańskie przeszło pod władzę Habsburgów austriackich. W 1769 rząd austriacki odebrał inkwizycji mantuańskiej uprawnienia w zakresie cenzury publikacji. W kwietniu 1782 cesarz Józef II Habsburg definitywnie zniósł trybunał inkwizycyjny w Mantui, a kilka miesięcy później na jego rozkaz spalono archiwum tego trybunału.

## Organizacja
Siedziba trybunału znajdowała się w dominikańskim konwencie S. Domenico w Mantui. Inkwizytorem był zawsze dominikanin z prowincji zakonnej Obojga Lombardii. Miał on do pomocy licznych wikariuszy oraz świeckie Bractwo Świętego Krzyża, udzielające wsparcia materialnego inkwizytorowi. W wewnętrznej hierarchii zakonu dominikańskiego trybunał w Mantui zaliczany był do trybunałów drugiej (pośredniej) klasy.

## Inkwizytorzy Mantui (1485–1782)
- Ambrogio di Germania OP (1485–1490)[5]
- Domenico Pirri da Gargnano OP (1490–1524)[5]
- Ludovico Marini da Genova OP (1524–1528)[5][6]
- Gianbattista da Milano OP (1529–1531)[5][6]
- Girolamo Armellini da Faenza OP (1531–1540)[5]
- Tommaso da Seiano OP (1540–1544)[6]
- Reginaldo Nerli OP (1544–1545)[7]
- Ambrogio Aldegati OP (1545–1567)[6][8]
- Camillo Campeggi OP (1567–1568)[6], jednocześnie inkwizytor Ferrary
- Benedetto Erba da Mantova OP (1568–1570)[6]
- Andrea Alchero da Maderno OP (1570–1572)[6]
- Giovanni Battista Chiavenna da Milano OP (1572–1573)[6]
- Giovanni Battista Borgo da Bologna OP (1573–1577)[6]
- Giacomo Festino OP (1577–1578)
- Giulio Doffi da Firenze OP (1578–1583)[6]
- Domenico Istriani da Pesaro OP (1583–1597)[6]
- Giovanni Domenico Vignucci da Ravenna OP (1597–1600)[6]
- Girolamo Capredoni da Soncino OP (1600–1604)[6]
- Giovanni Paolo Nazario OP (1604–1606)[6]
- Serafino Secchi OP (1606–1608)[6]
- Eliseo Masini OP (1608–1609)[6]
- Girolamo de Medici OP (1609–1620)[6]
- Deodato Seghizzi da Lodi OP (1620–1631)[6]
- Ambrogio Ruggeri da Taggia OP (1631–1634)[6]
- Pietro Martire Ricciardi da Acquanera OP (1634–1640)[6]
- Camillo Campeggi da Pavia OP (1640–1643)[6]
- Agostino Cermelli da Alessandria OP (1643–1645)[6]
- Angelo Maria da Pesaro OP (1645–1649)[6]
- Vincenzo Maria Cimarelli OP (1649–1652)[6]
- Giulio Mercori da Cremona OP (1652–1662)[6]
- Tommaso Pusterla da Milano OP (1662–1664)[6]
- Giacinto Maria Granara da Genova OP (1664–1667)[6]
- Giovanni Tommaso Pozzobonelli OP (1667–1671)[6]
- Giovanni Battista Righi OP (1671–1675)[6]
- Bassano Gallicioli da Brescia OP (1675–1692)[6]
- Aurelio Torri da Ripalta OP (1692–1693)[6]
- Giordano Vignali da Bologna OP (1693–1701)[6]
- Cesare Agosti da Cortemaggiore OP (1701–1708)[6]
- Giuseppe Maria Berti da Dulcedo OP (1708–1709)[6]
- Angelo Michele Navone OP (1709–1711)[6]
- Giacinto Pio Tabaglio da Piacenza OP (1711–1714)[6]
- Ermete Giacinto Visconti da Milano OP (1714–1725)[6]
- Giovanni Filippo Monti da Fermo OP (1725–1735?)[6]
- Domenico Maria Bellotti OP (1735–1739)[9]
- Tommaso Maria de Angelis da Jesi OP (1739)[10]
- Pietro Martire Cassio OP (1739–1754)[10]
- Alessandro Origoni OP (1754–1765)[11]
- Alberto Mugiasca da Como OP (1765–1782)